# 复式公寓
复式公寓（英語：Loft）是一种开放式的居住空间，通常由工业或商业建筑改造而成。其特点是层高较高（约3.6-5.2米左右）、窗户宽大、内部隔墙极少，采用开放式布局，将多种生活功能融合在一个灵活的区域中。最初，“Loft”的本义是屋顶之下阁楼，主要用于存放东西，后来演变成指代源于城市中心闲置的工厂或仓库，经过改造后成为居住空间的住宅形式，这种住宅既保留了工业建筑的原始风貌，又赋予了新的生活功能。复式公寓的生活区域通常位于同一层，但部分设计会加入夹层或抬高的平台，用于睡眠或储物，以进一步提升空间利用率。如今，“Loft”一词的含义已扩展至新建住宅，这些住宅延续了开放式的工业风格，通常被称为“软复式公寓”（Soft loft apartments）。复式公寓不仅可以作为纯粹的居住空间，还常被设计成居住和工作一体化的场所，尤其适合艺术家、自由职业者或其他需要兼顾创作与生活的人群。